# Рейчел Пікап
Рейчел Пікап (англ. Rachel Pickup; нар. 15 липня 1973, Лондон, Англія, Велика Британія) — британська кіно-, теле-, та театральна акторка.

## Життєпис
Рейчел Пікап народилася в 1973 році в Лондоні, у акторській сім'ї. Батько — англійський актор Рональд Пікап, мати — американська акторка Ленц Траверс. У неї є брат Саймон Пікап, який також є актором.
З 16 років грала у Національному молодіжному театрі Великої Британії. Закінчила Королівській академії драматичного мистецтва в Лондоні.
Брала участі у виставах в театрах Лондона («Шекспірівський Глобус», «Олд Вік»).
У 1996 році виконала головну роль у серіалі BBC «Ніяких бананів». У 2001 року зіграла леді Ґенрієту Стендіш в телесеріалі «Вікторія і Альберт».
Разом зі своїм батьком у 2008 році вона зфільмувалася у телесеріалів інспектор Барнабі.
У 2011 році Рейчел Пікап переїхала в США для продовження своєї кар'єри.

## Фільмографія
| Рік       |    | Українська назва                | Оригінальна назва          | Роль                                           |
| --------- | -- | ------------------------------- | -------------------------- | ---------------------------------------------- |
| 2019      | с  | Ґранчестер                      | Grantchester               | Мередіт                                        |
| 2018      | с  | Дієтленд                        | Dietland                   | місіс Ґормелі                                  |
| 2018      | с  | Пані держсекретар               | Madam Secretary            | Лана                                           |
| 2014      | с  | 50 способів вбити свого коханця | 50 Ways to Kill Your Lover | Міккі Фаво                                     |
| 2014      | с  | Елементарно                     | Elementary                 | Елісон Фуллер                                  |
| 2013      | с  | Помешкання Анубіса              | House of Anubis            | адвокат                                        |
| 2009      | тф | Маленький острів                | Small Island               | місіс Райдер                                   |
| 2001      | тф | Джеффрі Арчер: Істина           | Jeffrey Archer: The Truth  | дівчина у казино                               |
| 2001      | с  | Мисливці за старовиною          | Relic Hunter               | Аманда Реардон                                 |
| 2010      | с  | Закон Ґарроу                    | Garrow's Law               | Мері Рідер                                     |
| 2017      | ф  | Диво-жінка                      | Wonder Woman''             | Фауста Ґраблз                                  |
| 2008      | с  | Суто англійські вбивства        | Midsomer Murders           | Ізольда Балліол                                |
| 2006      | с  | Розмарі та чебрець              | Rosemary & Thyme           | Дженні Ченнінґ                                 |
| 2004      | с  | Голбі сіті                      | Holby City                 | Кейт Льюїс                                     |
| 2001      | с  | Вікторія та Альберт             | Victoria & Albert          | Леді Ґенрієта Стендіш                          |
| 2000—2013 | с  | Лікарі                          | Doctors                    | Рубі Сіммондз / Максін Гортон / Енн-Марі Бенкі |
| 1998      | ф  | Безіл                           | Basil                      | Клара Ферфакс                                  |
| 1996      | с  | Ніяких бананів                  | No Bananas                 | Кей Бентлі                                     |
| 1994      | с  | Солдат, солдат                  | Soldier Soldier            | Шеріл                                          |